# GolTV (red de canales)
GolTV, es un grupo multimedios que opera y produce diferentes canales de televisión por cable y satélite. 

## Historia
Es creado en febrero de 2003 por el grupo uruguayo Tenfield, como un medio exclusivamente deportivo, teniendo desde sus inicios la exclusividad de los derechos de transmisión del fútbol uruguayo y español. Aunque, con la aparición de nuevos grupos multimedios, como BeIN Sports y Al Jazeera,  fue perdiendo los derechos de algunas ligas deportivas. 
En la actualidad las señales operadas por GolTV llegan por diferentes empresas de cable como Time Warner Cable, Verizon FiOS, AT&T U-Verse, y por Satélite mediante DirecTV. 

## Medios
| Canales de Televisión | Canales de Televisión | Canales de Televisión |
| Logo                  | Canales               | Fundación             |
| --------------------- | --------------------- | --------------------- |
|                       | GolTV Latinoamérica   | Desde 2005            |
| GolTV USA             | Desde 2003            |                       |
| GolTV Canadá          | 2005 - 2015           |                       |
| GolTV Argentina       | 2010                  |                       |
| GolTV Ecuador         | 2018 - 2023           |                       |
| GolTV Uruguay         | Desde 2020            |                       |
| GolTV Venezuela       | 2023                  |                       |
|                       | Gol Perú              | Desde 2016            |